# Kyrkviken, Nacka

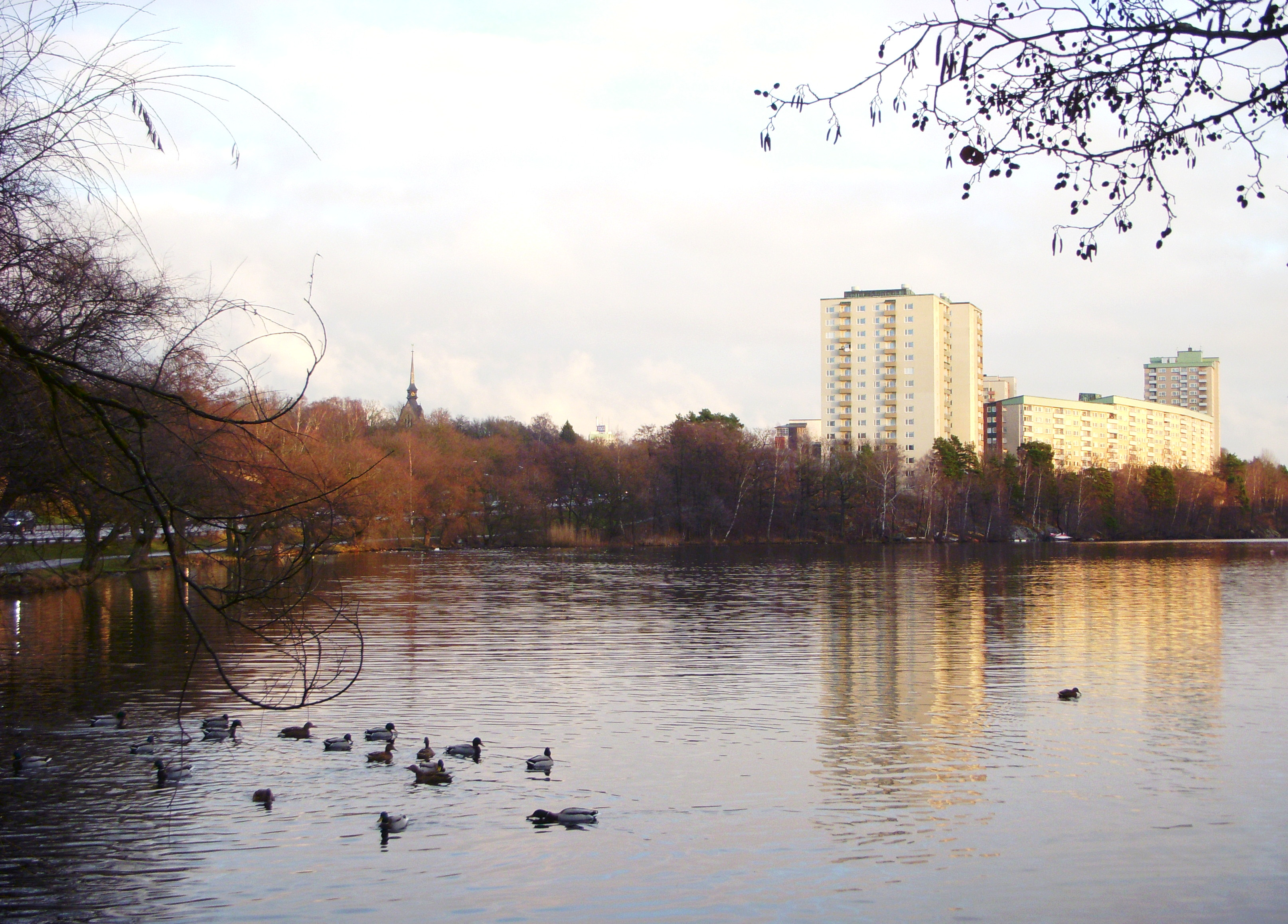
Kyrkviken mot ost med Nacka kyrka och Ekuddens höghus i bakgrunden, 2014.

Kyrkviken är en vik i västra delen av Järlasjön belägen mellan bostadsområdet Ekudden och halvön Nysätra i Nacka kommun. Viken hette i äldre tider Kungs Wiken och har sitt nuvarande namn efter Nacka kyrka som invigdes 1891. Vid Kyrkvikens norra del planeras för närvarande (2014) ett nytt bostadsområde.
[uppföljning saknas]

## Historik

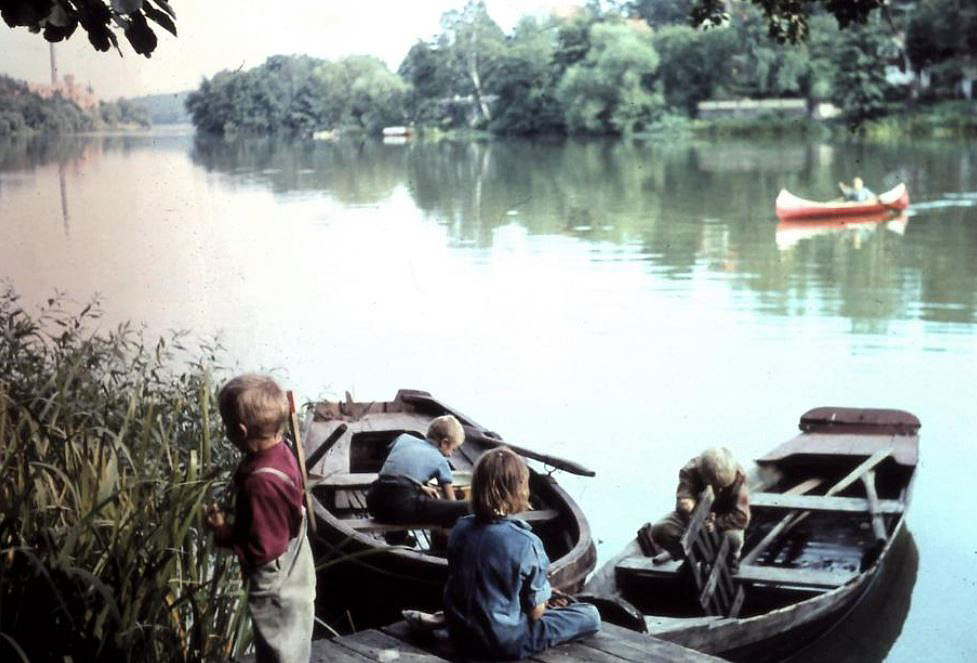
Viken vid Villa Tomtebos brygga 1960.

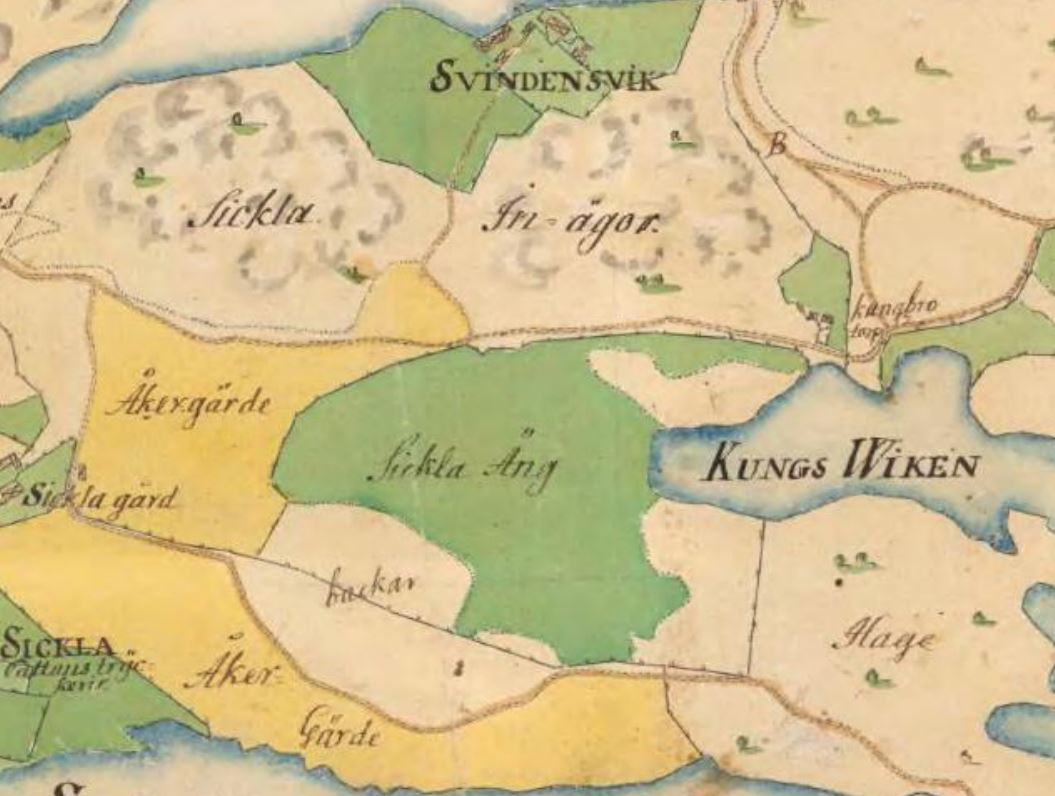
"Kungs Wiken" 1774.

Kyrkviken är en del av Järlasjön. Tillsammans med Sicklasjön var det en vikingatida farled som sträckte sig österut via Lännerstasundet och Baggensstäket till Östersjön. Delar av sprickdalsstråket höjdes genom den postglaciala landhöjningen och vattensystemet grundades så småningom upp och blev ofarbart (se Landhöjningen i Stockholm). På vintern, när isen bar, var leden dock ända fram till 1800-talet en viktig vinterväg till och från Stockholm.
Området kring Kyrkviken har i århundraden varit en del av Stora Sickla gårds jordbruksmarker. Viken kallades i äldre tider omväxlande för ’’Kungsviken’’ respektive ’’Kungsbroviken’’. Vid Kyrkviken låg på 1770-talet torpet Sjöstugan, som heter Kungsbro torp på en karta från 1774. Namnet antyder att det fanns en brygga och lastplats här. Torpet kom senare att kallas Finntorp, som i sin tur gav bostadsområdet Finntorp sitt namn.  
År 1893 invigdes den nya järnvägslinjen Stockholm-Saltsjön vars sträckning går strax norr om Kyrkviken. Vid vikens norra sida finns några av Nackas äldsta villor i nationalromantikens stil, bland dem den kulturhistoriskt värdefulla Villa Tomtebo som ritades 1903 av arkitekt Gustaf Hugo Sandberg. Kyrkviken gick tidigare fram till Planiavägen i väster och till Saltsjöbanan i norr. Utfyllning utfördes i samband med en rätning av järnvägen på 1950-talet samt framförallt i samband med att Järlaleden byggdes. Hela Järlaledens nuvarande sträckning längs Kyrkviken är utfylld. I slutet av 1950-talet anlades Järlaleden längs Kyrkviken och villorna förlorade kontakten med vattnet.
Nysätras villaområde söder om viken byggdes huvudsakligen på 1920-talet. Vid Kyrkvikens övergång till Järlasjön ligger bostadsområdet Ekudden som uppfördes under perioden 1958–1965.

## Framtidsplaner[uppföljningsaknas]
År 2012 köpte fastighetsbolaget Atrium Ljungberg flera fastigheter vid Kyrkviken. Här planerar bolaget en kvartersstad med bostäder, verksamheter, torg och innergårdar. Järlaledens trafik skall minska och intill Kyrkviken planeras en strandpromenad.
Nacka kommun har utrustad Kyrkviken närmast Finntorp med badbryggor och soldäck. Skärmbassänger renar Järlasjöns vatten som dock drabbas av övergödning pga dagvatten från intilliggande bostadsområdena.